# 柏林南十字车站
柏林南十字站（德語：Bahnhof Berlin Südkreuz）是一座位于柏林舍嫩贝格（滕珀尔霍夫-舍嫩贝格区）的长途、区域及快铁列车共用车站，其最初是以“帕珀大街车站（Bahnhof Berlin-Papestraße）”的名称于1901年投入运营。而作为德国铁路股份公司在1991年制定的“蘑菇方案”的组成部分，该站已于2003年至2006年期间进行了大规模改造。新的建筑于2006年5月27日落成投产，并正式改用现名。它同时也是德国铁路所划分的21座一等车站之一。

## 结构
南十字车站历来采用与柏林火车总站类似的高架车站结构。在顶层为东南-西北走向的柏林环线铁路轨道，其中快铁路线会利用环铁大堂中部的加盖月台停靠。在底层通过的则是南北走向的南北干线铁路轨道，它在此既可作为安哈尔特铁路通往哈勒及莱比锡，也可作为德累斯顿铁路继续通往德累斯顿。这里设有3座用于长途和区域运输以及1座用于快铁的岛式月台。所有月台均可借助升降机实现无障碍进出。
环形铁路的两条货运轨道并不配备月台，它们紧邻环铁大堂的南侧延伸。
第三座长途月台最初只完成了框架建造，且原本仅适用于德累斯顿铁路在柏林市区内的路线，计划于2010年后实现重新运作。但车站在2007年初因遭受風暴基里爾的吹袭而导致一系列的营运故障后，当局决定在2007年底完成月台扩建并立即投入使用，以创造更多的可用容量。
三座长途月台的长度为405米，与之平行的快铁月台则有152米长。
环铁大堂有183米长和47米宽。它由24,900立方米的混凝土、2,400吨的钢材和3,700平方米的玻璃构成。车站的东部和西部各有一座近2,000平方米的入口大堂，同时容纳有各种不同的商店。车站的建造成本为1.15亿欧元。
南十字车站原本在德国车站营运点目录中是根据其旧称“帕珀大街车站”的缩写而使用代码，以及相关的变体（环线铁路）和（市郊铁路）。而在德国铁路的路线价格信息系统（Trassenpreisinformationssystem, TPIS）中，使用的代码也是（柏林帕珀大街长途车站）。如今，用于柏林南十字的缩写代码已变为（环线铁路），用于底层快铁月台的缩写也变为（市郊铁路）。该站同时也是德国铁路所划分的21座一等站之一。
紧邻车站的一座停车场设有202个泊位，它可在南侧通过一个停车甲板直接访问。为了加盖更多的停车楼层，德国铁路正在积极寻找投资方。环铁大堂北侧的另一个停车层已经完工，但仍然没有通公路。凭借靠近舍嫩贝格交流道的优越地理位置，驾车人士还可使用后者的一座容量为2,500个泊位的停车场。
车站的顶棚在2014年5月初加装了一台风力发动机，可持续为电动汽车和电动自行车的充电产生动力。因此它也成为了德国第一座在顶棚加装风力发动机的铁路车站。

## 历史

### 帕珀大街车站

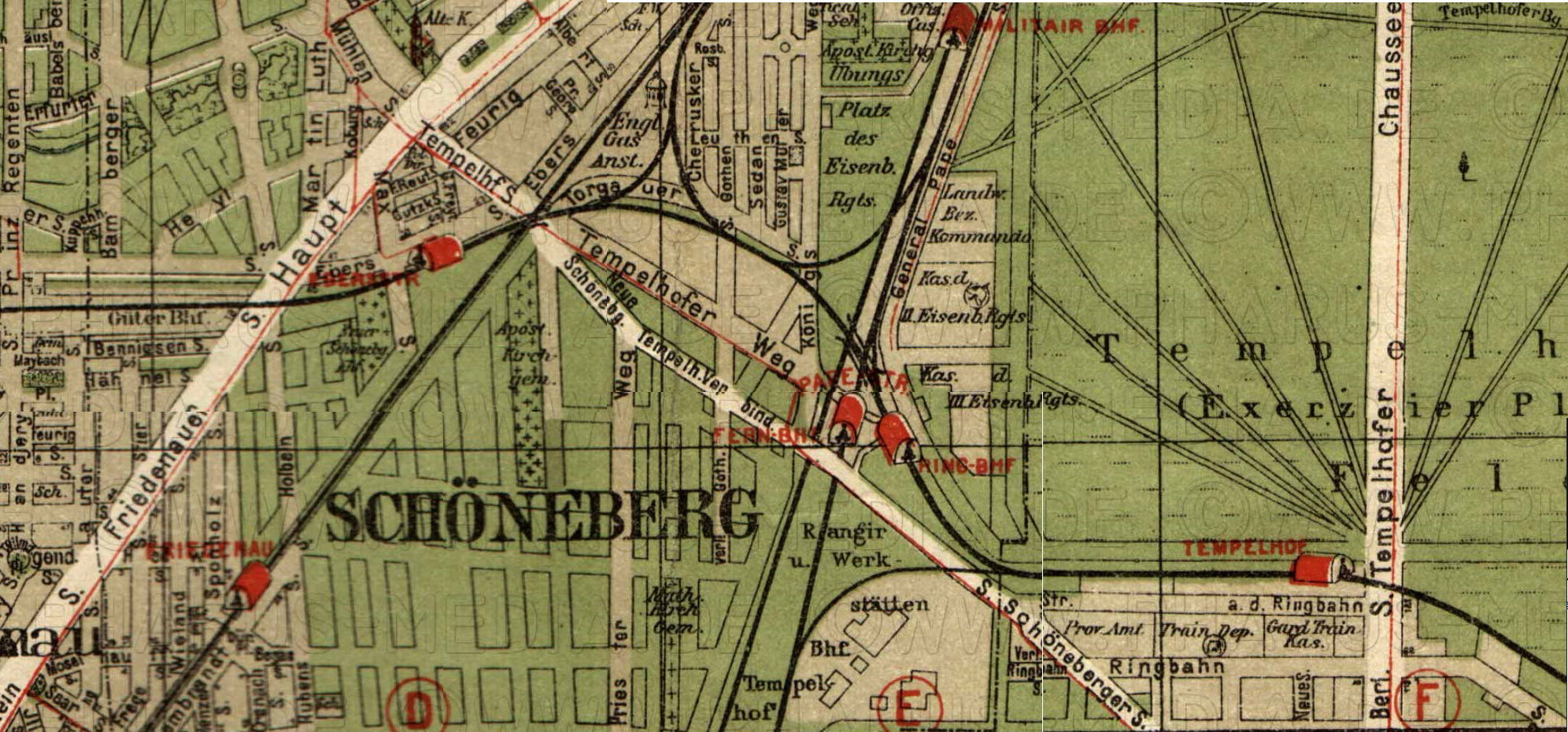
帕珀大街车站于1903年的地图内

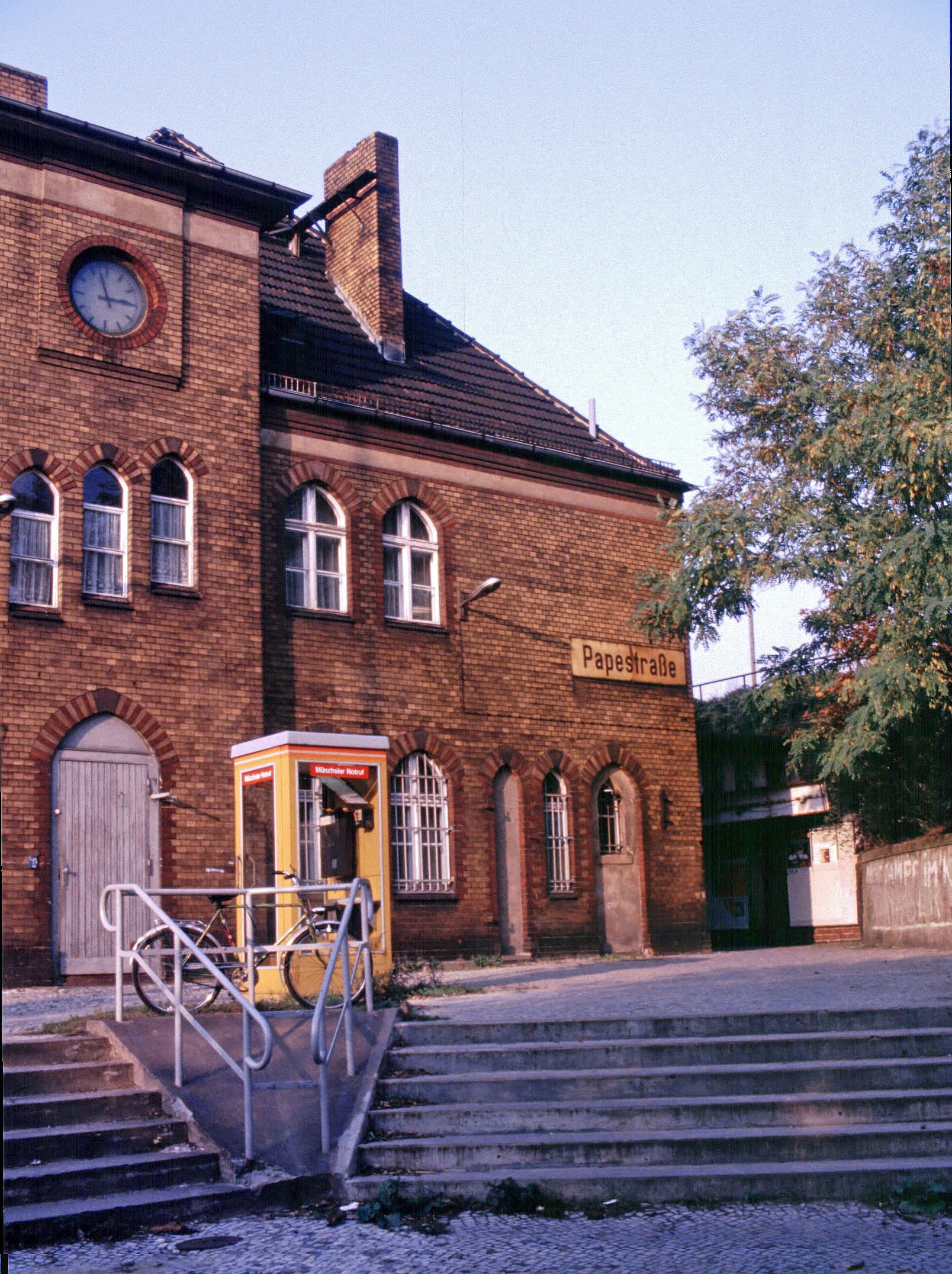
旧车站建筑（1983年）

为了对安哈尔特铁路（柏林－哈勒铁路）和德累斯顿铁路（柏林－德累斯顿铁路）进行除长途运输以外的市郊运输运营，上述两条铁路需要在与柏林环线铁路的交汇处兴建一座中转站。其建设始于1898年，站址位于以普鲁士将军亚历山大·奥古斯特·威廉·冯·帕珀命名的帕珀将军大街附近。在施工过程，始建于1874年的旧立体交汇被替换。
车站的接待大厅建于环线铁路轨道和干线铁路轨道之间的南端交叉角。根据计划，这座由卡尔·科内利乌斯和瓦尔德马尔·苏亚迪卡尼设计的建筑于1901年落成。
环线铁路月台和市郊铁路月台分别与1901年1月1日和1901年12月1日投入使用。两边的月台均为彼此相对、交错排列的岛式月台。它们通过相对较长的行人隧道和楼梯相连，并可通往带有钟楼的接待大厅。后者则设有连接至苏亚迪卡尼大街（Suadicanistraße）的通道，可向南通往萨克森堤道。北面的通道则可径直沿铁路路堤通往维尔纳·沃斯堤道（Werner-Voß-Damm）或帕珀将军大街。

### 南十字车站

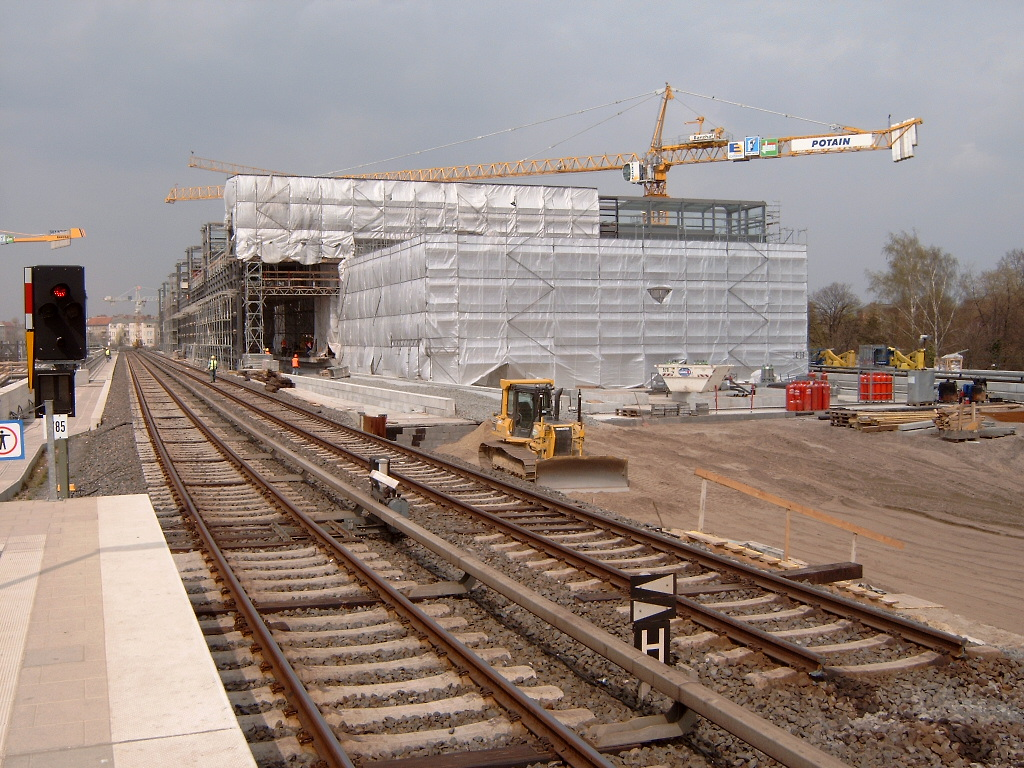
环铁大堂的东部视图（2005年）

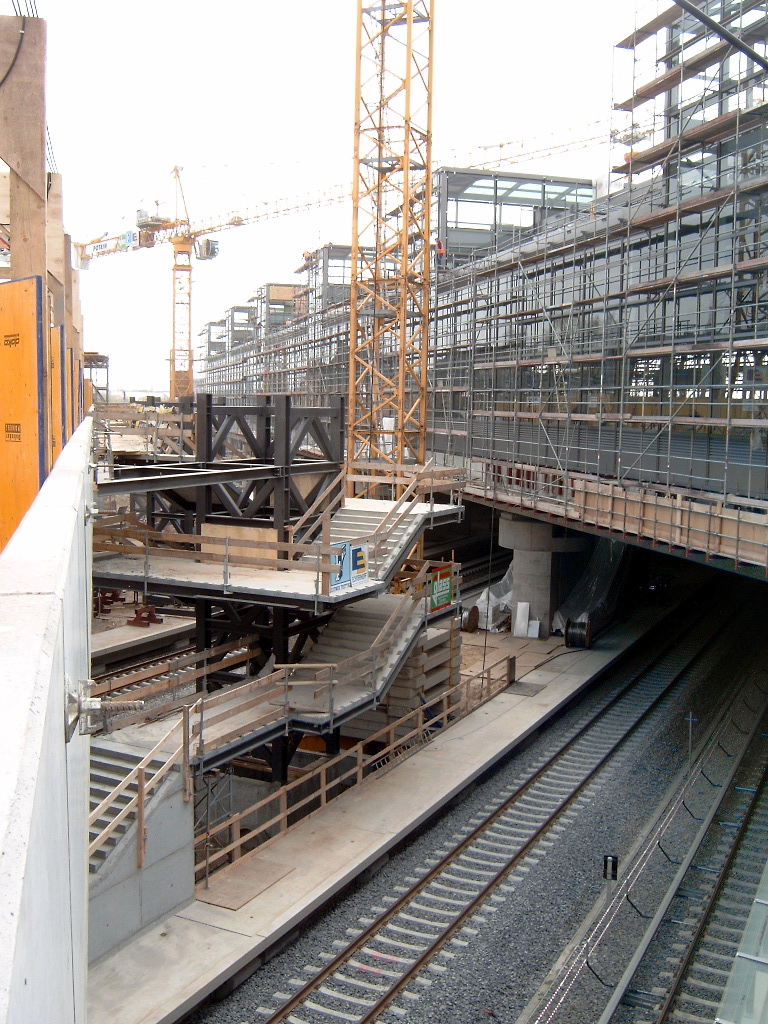
环铁大堂及南北干线铁路于北侧（2005年）

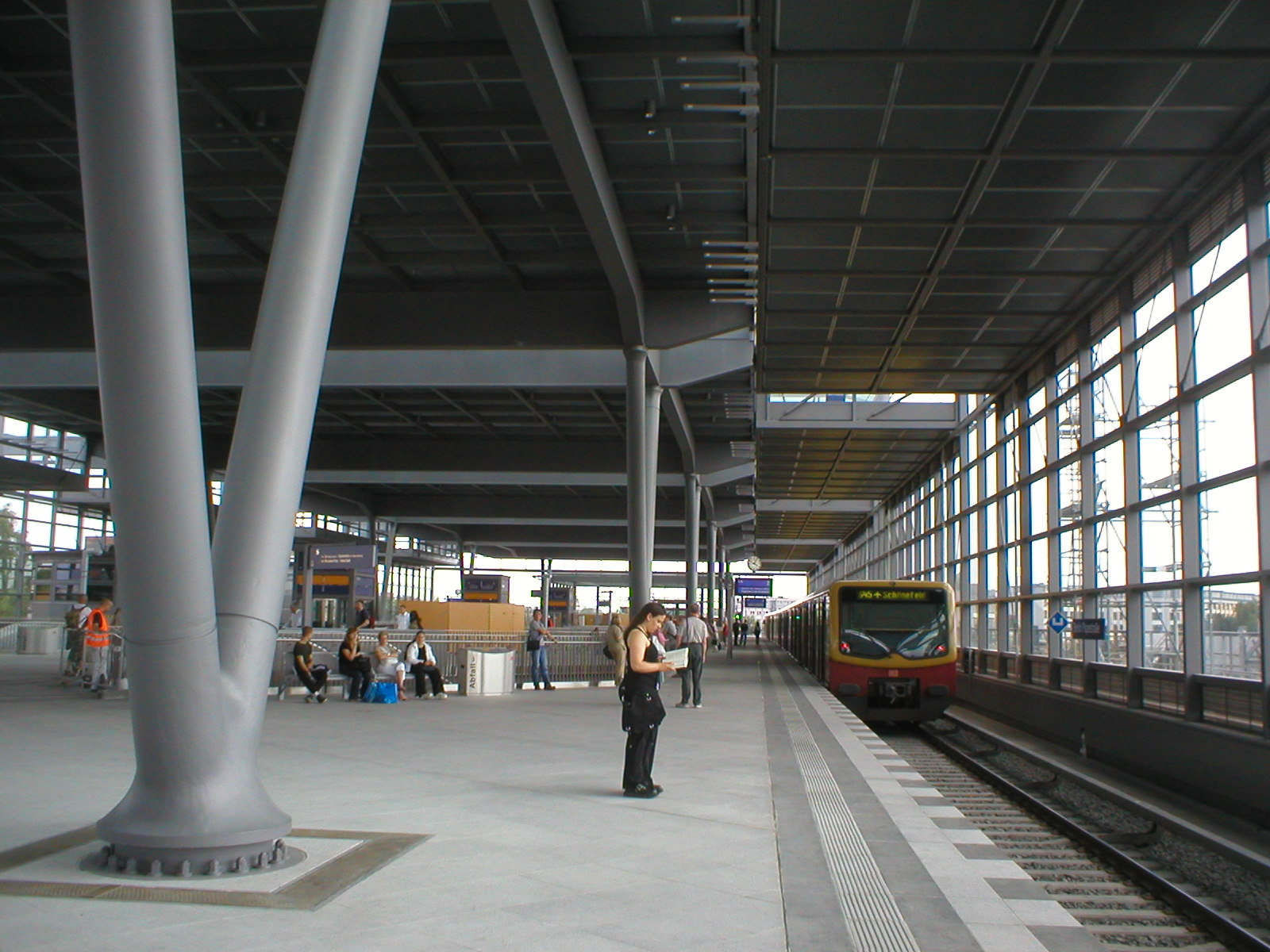
环铁大堂内部（2006年）

两德统一后，在德国铁路为重组柏林轨道长途运输而制定的“蘑菇方案”中，帕珀大街车站被改造为长途车站。作为柏林新铁路枢纽的组成部分，旧的南北干线连接线得到重建，它使得柏林通往哈勒和德累斯顿的铁路可以在几乎一条直线上运行。为此当局决定停止对其它几条类似的线路进行重建，例如对柏林环线铁路的干线轨道进行电气化改造。
车站原计划于改造于1995年秋季开始施工，并在2002年完成。根据预期，每个工作日将有79,000名旅客在该站到发或换乘。
车站在1996年收到了当时最大的混凝土面板，这是采用单块浇筑。它作为旧市郊站台的一部分，坐落于德国100号高速公路附近。这使得在铁路走向下方的高速公路有可能在待建轨道的确切位置公布之前完工。
1998年8月，德国铁路宣布将对该站的重新规划进行一项设计竞赛。根据20项入围方案，当局最终于1999年4月20日选定了由马克斯·杜德勒领导的建筑事务所成为获胜者。随后这项方案经由一家拥有资深铁路经验的工程事务所连同获胜者共同完成了可行性研究。竞赛时的基础投资额为5,500万德国马克，而帕珀大街车站的计划投资总额则为6.4亿德国马克。
由于受到附近居民的投诉，对于重新激活原本长期废弃的南北线路走向受到了融资问题、建设者的新重点和柏林市议会的管理不善等影响而出现计划延误，此前分配用于该项目的经费也无法提取。
德国铁路在2000年7月底宣布，为了减少开支，新的换乘站仍未开始动工建设直至另行通知。2001年夏天，价值1,100万欧元、为环线铁路的货运轨道兴建两座新桥梁的工程开始施工。而其它的建筑工程也最终于2003年8月获得批准。为了对3座特定的长途月台腾出空间，车站范围内的既有快铁轨道需要被移除。2004年7月上旬，南北走向的快铁轨道作为工程的第一阶段被铺设完成。
环形铁路月台在改造的过程中被移动了约200米，并在南北向设施上方的一座272米长的桥梁中重新建成了一个183米长和47米宽的新月台。2005年4月4日，环铁大堂连同最初的一条轨道投入运营。2005年6月13日，前德国铁路总裁哈特穆特·梅多恩出席了这一车站部分的落成仪式，并宣告环铁大堂全面投入运营。
在2006年5月28日起实施的运行图调整中，车站正式开办长途和区域列车服务。最初每日共有50班长途列车和76班区域列车在此停靠。新的长途月台——3、4道以及7、8道已于2006年5月27日开始对外营业。第三座月台——5、6道也在2007年12月的运行图调整中被设置用于长途及区域列车，以作为南北干线铁路隧道在遭受故障时的储备月台。用于快铁的1、2道月台也在较早时候投入使用。
德国联邦审计局在2007年发表批评称，德國聯邦交通部投入590万欧元资助南十字车站的站前广场的建设缺乏法律依据。

## 运营
南十字车站设有定期长途列车班次向南前往哈勒、莱比锡、慕尼黑、德累斯顿、布拉格、维也纳和布达佩斯以及向北前往汉堡、基尔和韦斯特兰 (德国)等地。区域快车则可通往拉特诺、罗斯托克、施韦特、施特拉尔松德、维滕贝格、法尔肯贝格、路德维希斯费尔德和埃尔斯特韦达等地。

### 长途运输
截至2014年，共有下列班次的长途运输服务在柏林东站到发：
| 线路     | 走向 | 走向 | 走向 | 走向 | 走向 | 频率                 |
| -------- | --- | --- | --- | --- | --- | -------------------- |
| ICE 3    | 柏林南十字 － 法兰克福 － 曼海姆 － 斯图加特 － 乌尔姆 － 奥格斯堡 － 慕尼黑                                       | 柏林南十字 － 法兰克福 － 曼海姆 － 斯图加特 － 乌尔姆 － 奥格斯堡 － 慕尼黑                                       | 柏林南十字 － 法兰克福 － 曼海姆 － 斯图加特 － 乌尔姆 － 奥格斯堡 － 慕尼黑                                       | 柏林南十字 － 法兰克福 － 曼海姆 － 斯图加特 － 乌尔姆 － 奥格斯堡 － 慕尼黑                                       | 柏林南十字 － 法兰克福 － 曼海姆 － 斯图加特 － 乌尔姆 － 奥格斯堡 － 慕尼黑                                       | 个别班次             |
| ICE 28   | （基尔 －） 汉堡 － 柏林南十字                                                                                     | （基尔 －） 汉堡 － 柏林南十字                                                                                     | （基尔 －） 汉堡 － 柏林南十字                                                                                     | （基尔 －） 汉堡 － 柏林南十字                                                                                     | （基尔 －） 汉堡 － 柏林南十字                                                                                     | 每小时1班            |
| ICE 28   | （基尔 －） 汉堡 －                                                                                                | 柏林南十字 － 维滕贝格 － 莱比锡 － 耶拿乐园 － 埃森纳赫 － 纽伦堡 －                                              | 因戈尔施塔特 － | 慕尼黑 | （－ 因斯布鲁克）                                                                                                  | 两小时1班            |
| ICE 28   | （瓦尔内明德 － 罗斯托克 / 施特拉尔松德 －） 柏林健康泉 －                                                         | 柏林南十字 － 维滕贝格 － 莱比锡 － 耶拿乐园 － 埃森纳赫 － 纽伦堡 －                                              | 奥格斯堡 － | 慕尼黑 | （－ 加米尔施-帕滕基兴）                                                                                           | 两小时1班            |
| IC/EC 27 | （宾茨 / 韦斯特兰 － 汉堡 －） 柏林南十字 － 德累斯顿 － 布拉格 － 布尔诺 （－ 维也纳 / 布拉迪斯拉发 － 布达佩斯） | （宾茨 / 韦斯特兰 － 汉堡 －） 柏林南十字 － 德累斯顿 － 布拉格 － 布尔诺 （－ 维也纳 / 布拉迪斯拉发 － 布达佩斯） | （宾茨 / 韦斯特兰 － 汉堡 －） 柏林南十字 － 德累斯顿 － 布拉格 － 布尔诺 （－ 维也纳 / 布拉迪斯拉发 － 布达佩斯） | （宾茨 / 韦斯特兰 － 汉堡 －） 柏林南十字 － 德累斯顿 － 布拉格 － 布尔诺 （－ 维也纳 / 布拉迪斯拉发 － 布达佩斯） | （宾茨 / 韦斯特兰 － 汉堡 －） 柏林南十字 － 德累斯顿 － 布拉格 － 布尔诺 （－ 维也纳 / 布拉迪斯拉发 － 布达佩斯） | 两小时1班            |
| IC 28    | 瓦尔内明德 － 柏林南十字 － 莱比锡 － 纽伦堡 － 奥格斯堡 － 慕尼黑                                                 | 瓦尔内明德 － 柏林南十字 － 莱比锡 － 纽伦堡 － 奥格斯堡 － 慕尼黑                                                 | 瓦尔内明德 － 柏林南十字 － 莱比锡 － 纽伦堡 － 奥格斯堡 － 慕尼黑                                                 | 瓦尔内明德 － 柏林南十字 － 莱比锡 － 纽伦堡 － 奥格斯堡 － 慕尼黑                                                 | 瓦尔内明德 － 柏林南十字 － 莱比锡 － 纽伦堡 － 奥格斯堡 － 慕尼黑                                                 | 每日1班              |
| IC/EC 32 | （柏林南十字 － 汉诺威 －） 多特蒙德 － 埃森 － 杜伊斯堡 － 科隆 － 科布伦茨 － 曼海姆 － 斯图加特                 | （柏林南十字 － 汉诺威 －） 多特蒙德 － 埃森 － 杜伊斯堡 － 科隆 － 科布伦茨 － 曼海姆 － 斯图加特                 | （柏林南十字 － 汉诺威 －） 多特蒙德 － 埃森 － 杜伊斯堡 － 科隆 － 科布伦茨 － 曼海姆 － 斯图加特                 | （－ 乌尔姆 － 奥格斯堡 － 慕尼黑 － 萨尔茨堡 － 克拉根福）                                                        | （－ 乌尔姆 － 奥格斯堡 － 慕尼黑 － 萨尔茨堡 － 克拉根福）                                                        | 两小时1班 （仅周末） |
| IC/EC 32 | （柏林南十字 － 汉诺威 －） 多特蒙德 － 埃森 － 杜伊斯堡 － 科隆 － 科布伦茨 － 曼海姆 － 斯图加特                 | （柏林南十字 － 汉诺威 －） 多特蒙德 － 埃森 － 杜伊斯堡 － 科隆 － 科布伦茨 － 曼海姆 － 斯图加特                 | （柏林南十字 － 汉诺威 －） 多特蒙德 － 埃森 － 杜伊斯堡 － 科隆 － 科布伦茨 － 曼海姆 － 斯图加特                 | （－ 乌尔姆 － 林道 － 因斯布鲁克）                                                                                | | 两小时1班 （仅周末） |
| IC/EC 32 | （柏林南十字 － 汉诺威 －） 多特蒙德 － 埃森 － 杜伊斯堡 － 科隆 － 科布伦茨 － 曼海姆 － 斯图加特                 | （柏林南十字 － 汉诺威 －） 多特蒙德 － 埃森 － 杜伊斯堡 － 科隆 － 科布伦茨 － 曼海姆 － 斯图加特                 | （柏林南十字 － 汉诺威 －） 多特蒙德 － 埃森 － 杜伊斯堡 － 科隆 － 科布伦茨 － 曼海姆 － 斯图加特                 | （－ 罗伊特林根 － 蒂宾根）                                                                                        | | 两小时1班 （仅周末） |
| IC 50    | 宾茨 － 施特拉尔松德 － 柏林南十字 － 哈勒 － 埃尔福特 － 富尔达 － 法兰克福南 － 法兰克福机场                     | 宾茨 － 施特拉尔松德 － 柏林南十字 － 哈勒 － 埃尔福特 － 富尔达 － 法兰克福南 － 法兰克福机场                     | 宾茨 － 施特拉尔松德 － 柏林南十字 － 哈勒 － 埃尔福特 － 富尔达 － 法兰克福南 － 法兰克福机场                     | 宾茨 － 施特拉尔松德 － 柏林南十字 － 哈勒 － 埃尔福特 － 富尔达 － 法兰克福南 － 法兰克福机场                     | 宾茨 － 施特拉尔松德 － 柏林南十字 － 哈勒 － 埃尔福特 － 富尔达 － 法兰克福南 － 法兰克福机场                     | 个别班次             |
| X        | InterConnex 莱比锡 － 柏林南十字 － 诺伊斯特雷利茨 － 米里茨湖畔瓦伦 － 罗斯托克 － 瓦尔内明德                     | InterConnex 莱比锡 － 柏林南十字 － 诺伊斯特雷利茨 － 米里茨湖畔瓦伦 － 罗斯托克 － 瓦尔内明德                     | InterConnex 莱比锡 － 柏林南十字 － 诺伊斯特雷利茨 － 米里茨湖畔瓦伦 － 罗斯托克 － 瓦尔内明德                     | InterConnex 莱比锡 － 柏林南十字 － 诺伊斯特雷利茨 － 米里茨湖畔瓦伦 － 罗斯托克 － 瓦尔内明德                     | InterConnex 莱比锡 － 柏林南十字 － 诺伊斯特雷利茨 － 米里茨湖畔瓦伦 － 罗斯托克 － 瓦尔内明德                     | 个别班次             |
| EN       | 大都会号 柏林 － 柏林南十字 － 布达佩斯 / 维也纳                                                                   | 大都会号 柏林 － 柏林南十字 － 布达佩斯 / 维也纳                                                                   | 大都会号 柏林 － 柏林南十字 － 布达佩斯 / 维也纳                                                                   | 大都会号 柏林 － 柏林南十字 － 布达佩斯 / 维也纳                                                                   | 大都会号 柏林 － 柏林南十字 － 布达佩斯 / 维也纳                                                                   | 每日1班              |
| CNL      | 英仙座号 柏林南十字 － 柏林 － 巴黎                                                                                | 英仙座号 柏林南十字 － 柏林 － 巴黎                                                                                | 英仙座号 柏林南十字 － 柏林 － 巴黎                                                                                | 英仙座号 柏林南十字 － 柏林 － 巴黎                                                                                | 英仙座号 柏林南十字 － 柏林 － 巴黎                                                                                | 每日1班              |
| CNL      | 五车二号 柏林-利希滕贝格 － 柏林南十字 － 慕尼黑东                                                                 | 五车二号 柏林-利希滕贝格 － 柏林南十字 － 慕尼黑东                                                                 | 五车二号 柏林-利希滕贝格 － 柏林南十字 － 慕尼黑东                                                                 | 五车二号 柏林-利希滕贝格 － 柏林南十字 － 慕尼黑东                                                                 | 五车二号 柏林-利希滕贝格 － 柏林南十字 － 慕尼黑东                                                                 | 每日1班              |

### 区域运输
截至2014年，共有5条短途列车线路途经南十字车站：
| 线路  | 走向 | 走向 | 走向 |
| ----- | --- | --- | --- |
| IRE   | 巴德尚道 － 柯尼希施泰因 － 拉滕 － 德累斯顿 － 柏林南十字                                               | 巴德尚道 － 柯尼希施泰因 － 拉滕 － 德累斯顿 － 柏林南十字                                               | 巴德尚道 － 柯尼希施泰因 － 拉滕 － 德累斯顿 － 柏林南十字                                               |
| RE 3  | 埃尔斯特韦达 － 文斯多夫-瓦尔德斯塔特 － 柏林南十字 － 埃贝尔斯瓦尔德 － 安格尔明德 －                   | 埃尔斯特韦达 － 文斯多夫-瓦尔德斯塔特 － 柏林南十字 － 埃贝尔斯瓦尔德 － 安格尔明德 －                   | 普伦茨劳 － 格赖夫斯瓦尔德 － 施特拉尔松德                                                               |
| RE 3  | 埃尔斯特韦达 － 文斯多夫-瓦尔德斯塔特 － 柏林南十字 － 埃贝尔斯瓦尔德 － 安格尔明德 －                   | 埃尔斯特韦达 － 文斯多夫-瓦尔德斯塔特 － 柏林南十字 － 埃贝尔斯瓦尔德 － 安格尔明德 －                   | 施韦特                                                                                                   |
| RE 4  | 于特博格 － 路德维希斯费尔德 － 柏林南十字 － 柏林-斯潘道 － 达尔戈-德贝里茨 － 武斯特尔马尔克 － 拉特诺 | 于特博格 － 路德维希斯费尔德 － 柏林南十字 － 柏林-斯潘道 － 达尔戈-德贝里茨 － 武斯特尔马尔克 － 拉特诺 | 于特博格 － 路德维希斯费尔德 － 柏林南十字 － 柏林-斯潘道 － 达尔戈-德贝里茨 － 武斯特尔马尔克 － 拉特诺 |
| RE 5  | 维滕贝格 －                                                                                              | 于特博格 － 路德维希斯费尔德 － 柏林 － 奥拉宁堡 － 诺伊斯特雷利茨 －                                    | 居斯特罗 － 罗斯托克                                                                                     |
| RE 5  | 法尔肯贝格 －                                                                                            | 于特博格 － 路德维希斯费尔德 － 柏林 － 奥拉宁堡 － 诺伊斯特雷利茨 －                                    | 新勃兰登堡 － 施特拉尔松德                                                                               |
| RB 19 | 柏林健康泉 － 柏林南十字 － 柏林-舍讷费尔德机场 － 柯尼希斯武斯特豪森 － 吕本 － 卡劳 － 森夫滕贝格      | 柏林健康泉 － 柏林南十字 － 柏林-舍讷费尔德机场 － 柯尼希斯武斯特豪森 － 吕本 － 卡劳 － 森夫滕贝格      | 柏林健康泉 － 柏林南十字 － 柏林-舍讷费尔德机场 － 柯尼希斯武斯特豪森 － 吕本 － 卡劳 － 森夫滕贝格      |

### 快铁
截至2014年，共有6条柏林快铁线路途经南十字车站：
| 线路         | 走向 |
| ------------ | --- |
|              | 贝尔瑙 － 贝尔瑙-弗里登斯塔尔 － 采珀尼克 － 伦琴塔尔 － 布赫 － 卡罗 － 布兰肯堡 － 潘科-海讷斯多夫 － 潘科 － 博恩霍尔姆大街 － 格孙德布伦嫩 － 洪堡海恩 － 柏林北站 － 奥拉宁堡街 － 腓特烈大街 － 勃蘭登堡門 － 波茨坦广场 － 安哈特 － 约克大街 － 南十字 － 普里斯特路 － 阿提拉大街 － 马林费尔德 － 布科大道 － 希肖路 － 利希滕拉德 － 马洛 － 布兰肯费尔德                              |
|              | 亨尼希斯多夫 － 海利根湖 － 舒尔岑多夫 － 泰格尔 － 艾希博恩堤道 － 卡尔·邦赫费尔精神科医院 － 旧赖尼肯多夫 － 舍讷霍尔茨 － 沃兰克大街 － 博恩霍尔姆大街 － 格孙德布伦嫩 － 洪堡海恩 － 柏林北站 － 奥拉宁堡街 － 腓特烈大街 － 勃蘭登堡門 － 波茨坦广场 － 安哈特 － 约克大街 － 南十字 － 普里斯特路 － 叙德恩德 － 兰克维茨 － 利希特费尔德东 － 奥斯多费尔大街 － 利希特费尔德南 － 特尔托城 |
| ↻ ↺ （环线） | 格孙德布伦嫩 － 美丽堡大道 － 普伦茨劳大道 － 格赖夫斯瓦尔德大街 － 兰茨贝格大道 － 斯托科大街 － 法兰克福大道 － 东十字 － 特雷普托公园 － 阳光径 － 新克尔恩 － 赫尔曼大街 － 滕珀尔霍夫 － 南十字 － 舍讷贝格 － 因斯布鲁克广场 － 联邦广场 － 海德堡广场 － 霍亨索伦堤道 － 哈倫湖 － 西十字 － 会展北 － 维斯滕德 － 处女荒原 － 博伊塞尔大街 － 西港 － 威丁 － 格孙德布伦嫩                |
|              | （联邦广场 － 因斯布鲁克广场 － 舍讷贝格 －） 南十字 － 滕珀尔霍夫 － 赫尔曼大街 － 新克尔恩 － 科隆荒原 － 鲍姆舒伦韦格 － 舍讷韦德 － 舍讷韦德车辆段 － 阿德勒斯霍夫 － 阿尔特格利尼克 － 格林贝格径 － 柏林-舍讷费尔德机场 |
|              | 维斯滕德 － 会展北 － 西十字 － 哈倫湖 － 霍亨索伦堤道 － 海德堡广场 － 联邦广场 － 因斯布鲁克广场 － 舍讷贝格 － 南十字 － 滕珀尔霍夫 － 赫尔曼大街 － 新克尔恩 － 科隆荒原 － 鲍姆舒伦韦格 － 舍讷韦德 － 舍讷韦德车辆段 － 阿德勒斯霍夫 － 格吕瑙 － 埃希瓦尔德 － 措伊滕 － 维尔道 － 柯尼希斯武斯特豪森                                                                                      |